# Yang-Mills-theorie
Yang-Mills-theorie is een ijktheorie op basis van de SU(N)-groep. De theorie werd opgesteld door Chen Ning Yang en Robert L. Mills in 1954 in een poging om het originele idee van een ijktheorie voor een abelse groep, zoals de kwantumelektrodynamica, uit te breiden naar het geval van een niet-abelse groep. Ze hoopten hiermee een verklaring te vinden voor de sterke wisselwerking.
Deze initiële gedachte was echter geen succes, dit omdat de kwanta van het Yang-Mills-veld massaloos moeten zijn om de ijkinvariantie te behouden, maar zulke massaloze deeltjes zouden effecten over grote afstanden moeten hebben. Deze werden echter niet in experimenten waargenomen. Dit leidde ertoe dat het idee niet verder werd uitgewerkt. Dat veranderde aan het begin van de jaren zestig toen in massaloze theorieën het concept van spontane symmetriebreking geopperd werd, in eerste instantie door Jeffrey Goldstone, Yoichiro Nambu en Giovanni Jona-Lasinio. Bij die spontane symmetriebreking krijgen massaloze deeltjes toch een massa.
Aanvankelijk gold de Yang-Mills-theorie slechts voor massaloze deeltjes met lichtsnelheid. Het was Peter Higgs die ontdekte dat met de introductie van het door het gepostuleerde Higgs-veld er spontane symmetriebreking van massaloze deeltjes ontstond. Hiermee had hij een mechanisme bedacht waarmee het ontstaan van massa verklaard kon worden.